# تواصل صحي
التَوَاصُل الصِحي هو دِراسة ومُمارسة التَواصل مِن أجل التَرويج للمعلوماتِ الصِحية مِثل حَملات، صحة عمومية، الصِحة العَامة، التثقيف الصحي، والعلاقة بَين الطَبيب والمَريض.
والهدف مِن نَشر المَعلومات الصِحية هو؛ التأثير على الخِيارات الصِحية الشَخصية، وذلك مِن خِلال مَحو الأُمية الصِحية.
ولأن تَأثير التَواصل الصِحي يَجِب أَن يَتناسب مَع المُتَلقي والموقف؛يَسعى البَاحثون في هذا المَجال إلى تَحسين استراتجيات التَواصل، مِن أجلِ تعليمِ الناسِ وطُرق تَحسين الصِحة أو تَجنب مَخاطر صِحية مُحددة، وأكاديميًا فإن التواصل الصِحي هو مجال في إطارِ دراسات التواصل.
التواصل الصِحي قد يَسعى إلى :
1. زِيادة مَعلومات، وإدراك المُتلقي عَن قَضَايا الصِحة.[4]
2. التَأثير على مواقفِ وسُلوكيات المُتلقي تِجاه قَضية الصِحة.
3. شَرْح المُمارسات الصِحية.
4. تَوضيح فَوائِد تَغيير السُلوكيات على الصِحة العامة.
5. الدَعوة إلى موقفٍ بشأنِ قضيةٍ ما، أو سياسةٍ صحيةٍ.
6. زيادة المُطالبة، أو الدعم للخدماتِ الطبيةِ.
7. مُناقشة المَفاهيم الخَاطئة حَول الصِحة.[5]

## التأسيس
تَمَّ خَلق هَذا المُصطلح مِن قِبل أحد أعضاء رابطة الاتصالات الدَولية، وتبنته مَجمُوعة المَصَالِح، إلا أن اقتران مُصطلح «التواصل الصحي».مُتعدد التَخصصات بَين الصِحة والاتصالات قَد كَان موجودًا بالفعلِ قَبل ذلك . هذا البحث عَن الاتصالات الصِحية يَدور حَول تَطوير الرسائل الفَعالة عَن الصِحة، ونَشْر المَعلومات المُتعلقة بالصحةِ مِن خِلال البث، والمطبوعات، الميديا الالكترونية، ودور العِلاقات بَين الأشخاص في المُجتمعات الصِحية.
في جوهر كل عَمليات التواصل تلك، فإن فِكرة الصِحة والتَركيز عَليها هو الهَدف مِن أبحاثِ التواصل الصِحي، وتحديد وتَوفير استراتيجيات إتصال أفضل؛ مِن شأنها تَحسين الصِحة العَامة للمُجتمع.

## التدريب
يُدرّب المتخصصون في التواصل الصحي بشكل خاص على الأساليب والاستراتيجيات لتوصيل رسائل الصحة العامة بشكل فعال، مع مؤهلات في البحث والتطوير الاستراتيجي وتقييم الفعالية. يُدرّس التواصل الصحي في برامج الماجستير والدكتوراه. يحتفظ الائتلاف من أجل التواصل الصحي بقائمة من هذه البرامج.
غالبًا ما يُدرّب الدارسون والممارسون في مجال التواصل الصحي في تخصصات مثل دراسات التواصل أو علم الاجتماع أو علم النفس أو الصحة العامة أو الطب، ثم يُركّز في مجالهم على الصحة أو التواصل. الممارسون واقعيّون ويستمدون من المعرفة العلمية الاجتماعية والنظريات من العلوم الإنسانية والمجالات المهنية مثل التعليم والإدارة والقانون والتسويق (مايباخ 2008). يتلقى المهنيون المدرّبون على التواصل الصحي مجموعة واسعة من فرص العمل تمتد بين القطاعات العام والخاص والتطوعي، ولديهم فرصة للحصول على قدر كبير من التنقل الوظيفي. تشمل أمثلة الوظائف في كل فئة من هذه الفئات الوظائف الفدرالية والحكومية والأقسام الصحية المحلية في القطاع العام وشركات الأدوية والشركات الكبيرة في القطاع الخاص، والعديد من المنظمات غير الربحية مثل جمعية السرطان الأمريكية وجمعية القلب الأمريكية في قطاع المتطوعين.

## نظرة عامة
اعترفت جمعية الاتصالات الدولية رسميًا بالتواصل الصحي في عام 1975؛ وفي عام 1997، صنّفت جمعية الصحة العامة الأمريكية التواصل الصحي على أنّه تخصص لتعليم الصحة العامة وتعزيز الصحة.
تتنوع المهن في مجال التواصل الصحي على نطاق واسع بين القطاعين العام والخاص والمتطوعين والمهنيين في مجال التواصل الصحي والمدرَّبين بشكل مميز لإجراء أبحاث التواصل وتطوير حملات ناجحة متكررة لتعزيز الصحة والمناصرة لها، وتقييم مدى فعالية هذه الاستراتيجيات للحملات المستقبلية.
التواصل الواضح ضروري لممارسة صحية عامة ناجحة على كل مستوى من مستويات النموذج البيئي: على المستوى الشخصي وبين الأشخاص وعلى مستوى المجموعة والمستوى التنظيمي والمجتمعي. في كل حالة من حالات التواصل الصحي، يجب أن يكون هناك مشاورات دقيقة بشأن الطريقة المناسبة للرسائل كي تصل إلى الجمهور المستهدف على أفضل نحو، بدءًا من التفاعل وجهًا لوجه إلى التلفزيون والإنترنت وغيرها من أشكال وسائل الإعلام. الانفجار الأخير لتقنيات التواصل عبر الإنترنت الجديدة -لا سيما من خلال تطوير مواقع الإنترنت الصحية (مثل ميدلاين بلس وهيلث فايندر وويب إم دي) ومجموعات الدعم عبر الإنترنت (مثل جمعية موارد السرطان عبر الإنترنت) وبوابات الويب وأنظمة المعلومات المخصصة وبرامج الخدمات الصحية عن بعد والسجلات الصحية الإلكترونية والشبكات الاجتماعية والأجهزة المحمولة (الهواتف المحمولة وبّي دي إيه وغيرها)- تعني أن الوسائط المحتملة تتغير باستمرار.
إن السياقات الاجتماعية والثقافية التي يحدث فيها التواصل الصحي متنوعة أيضًا على نطاق واسع ويمكن أن تشمل (على سبيل المثال لا الحصر) المنازل والمدارس ومكاتب الأطباء وأماكن العمل، ويجب أن تراعي الرسائل المستويات المتنوعة لمحو الأمية الصحية وتعليم جمهورها، بالإضافة إلى الديموغرافيا والقيم والقضايا الاجتماعية الاقتصادية والعديد من العوامل الأخرى التي يمكن أن تؤثر على التواصل الفعال.

### التواصل الصحي الحرج
يشير التواصل الصحي الحرج إلى المعرفة التي تفسّر «كيفية ارتباط معاني الصحة وتشريعاتها بقضايا السلطة من خلال البناء المنتظم وحفاظ أوجه عدم المساواة»، ويفحص الروابط مع الثقافة والموارد والهياكل الاجتماعية الأخرى. ويختلف عن التواصل الصحي السائد في تركيزه على الأساليب النوعية والتفسيرية، واهتمامه بالعمليات الأيديولوجية التي تدعم الفهم المشترك للصحة. على عكس الكثير من التواصلات الصحية السائدة، فإن معظم التواصلات الصحية الحرجة ترى ببساطة أن تعميم نوعية أفضل أو رسالة أكثر وضوحًا حول الصحة غير كافية للتأثير بشكل هادف على النتائج الصحية أو تصحيح التفاوتات في الرعاية الصحية. نُشرت أول مراجعة شاملة للتواصل الصحي الحرج في عام 2008، ومنذ ذلك الحين ازداد حجم أبحاث التواصل الصحي التي تتخذ نهجًا نقديًا بشكل مطرد.

## الاستراتيجيات والطرق
يعد التصميم الموجّه للرسالة الصحية إحدى استراتيجيات التواصل الصحي المقنع. لكي تصل رسائل التواصل الصحي إلى الجماهير المختارة بدقة وسرعة، يجب على متخصصي التواصل الصحي تجميع مجموعة من المعلومات الأشمل المناسبة للجمهور والتي تستهدف شرائح السكان. إن فهم الجمهور للمعلومات أمر بالغ الأهمية للتلقّي الفعال للمعلومة.
التواصل لغز مؤذٍ في عالم الرعاية الصحية وصحة المريض الناتجة عنه. التواصل نشاط ينطوي على الكلام الشفهي والصوت والنبرة ولغة الجسد غير اللفظية والاستماع وأكثر من ذلك. إنها عملية للتفاهم المتبادل في متناول اليد خلال التواصل بين الأفراد. يؤثر تواصل المريض بفريق الرعاية الصحية والعكس أيضًا على نتائج صحتهم. يمكن للعلاقات القوية والواضحة والإيجابية مع الأطباء أن تحسن بشكل مستمر من حالة مريض معين. من خلال مقاربتين لذلك، النموذج الطبي الحيوي والنموذج البيولوجي النفسي الاجتماعي؛ يمكن تحقيق ذلك بنجاح. أظهرت الأدلة أن التواصل وتقاليده تغيرًا على مر السنين. باستخدام العديد من الاكتشافات الجديدة والتغييرات في سوق التكنولوجيا لدينا، تحسن التواصل بشدة وأصبح فوريًا.
يحتاج علماء التواصل إلى تجميع المعرفة باستمرار من مجموعة من التخصصات العلمية الأخرى بما في ذلك التسويق وعلم النفس والعلوم السلوكية. بمجرد جمع هذه المعلومات، يمكن للمتخصصين الاختيار من بين مجموعة متنوعة من طرق واستراتيجيات التواصل التي يعتقدون أنها ستنقل رسالتهم على أفضل وجه. تشمل هذه الأساليب الحملات والمناصرة عن طريق الترفيه أو الإعلام والتقنيات الجديدة والتواصل بين الأشخاص.

### الحملات
يمكن القول إن حملات التواصل الصحي هي الطريقة الأكثر استخدامًا وفعالية لنشر رسائل الصحة العامة، خاصة في دعم الوقاية من الأمراض (مثل السرطان وفيروس نقص المناعة البشرية/الإيدز) وتعزيز الصحة العامة والعافية (مثل تنظيم الأسرة والصحة الإنجابية). يجادل معهد الطب بأن حملات التواصل الصحي تميل إلى تنظيم رسالتها لجمهور متنوع بإحدى الطرق الثلاث:
- من خلال تلبية القاسم المشترك بين الجمهور.
- من خلال إنشاء رسالة مركزية واحدة ثم إجراء تعديلات منهجية لاحقًا للوصول بشكل أفضل إلى شريحة معينة من الجمهور، مع الاحتفاظ بالرسالة المركزية نفسها.
- من خلال إنشاء رسائل مختلفة تمامًا لشرائح الجمهور المختلفة.

يؤكد كل من مركز مكافحة الأمراض والوقاية منها وعلماء التواصل الصحي على أهمية التخطيط الاستراتيجي طوال الحملة. يتضمن هذا مجموعة متنوعة من الخطوات لضمان توصيل رسالة مطورّة بشكل جيد:
- مراجعة معلومات السياق لتحديد المشكلة ومن يتأثر بها.
- تحديد أهداف التواصل واقتراح خطة لتحقيق النتيجة المرجوة.
- تحليل الجمهور المستهدف بتحديد الاهتمامات والمواقف والسلوكيات والفوائد والحواجز
- تحديد الطرق والمواد للتواصل في ما يتعلق بما سيصل إلى الجمهور بشكل أكثر فاعلية.
- تطوير مفاهيم الرسالة واختبارها لتحديد فهم الرسالة وقبولها ورد فعلها.
- تنفيذ التواصل مع الجمهور المحدد ومراقبة التعرض وردود الفعل على الرسالة.
- تقييم النتيجة وتقييم فعالية الحملة وتأثيرها، مع ملاحظة ما إذا كان يلزم إجراء تغييرات.

## التطبيقات
أصبح التواصل الصحي ضروريًا لتعزيز الصحة العامة في المواقف التي لا تُعد ولا تحصى. حدث أحد أهم تطبيقات التواصلات الصحية خلال الأحداث البيئية الكبرى (مثل الأعاصير والفيضانات والأعاصير) ومعالجة أسئلة الجمهور واحتياجاته المتأثرة بسرعة وكفاءة، مع الحفاظ على حماية الصحة العامة وظهور رسالتهم. يعمل اختصاصيو التواصل الصحي باستمرار على تحسين هذا النوع من التواصل في أثناء المخاطر من أجل الاستعداد في حالة الطوارئ.
تطبيق آخر متزايد الأهمية للتواصل الصحي كان في الوصول إلى الطلاب في مجتمع الكلية. قدّر التقييم الصحي الوطني للكلية أن 92.5٪ من طلاب الجامعات أفادوا بأنهم في «صحة جيدة أو جيدة جدًا أو ممتازة»، ولكن يبدو أن طلاب الجامعات يواجهون مشاكل خطيرة بتعرّضهم للتوتر والاكتئاب وتعاطي المخدرات ونقص التغذية بشكل عام عند مقارنتهم بفئات عمرية وأُناس آخرين. يسعى المهنيون في مجال التواصل الصحي بنشاط إلى إيجاد طرق جديدة للوصول إلى هذا الجمهور المعرض للخطر من أجل رفع معايير الصحة العامة في البيئة الجامعية وتعزيز نمط حياة أكثر صحة بين الطلاب.

## التحديات
هناك العديد من التحديات في توصيل المعلومات حول الصحة إلى الأفراد. بعض من أهم القضايا تتعلق بالفجوة بين محو الأمية الصحية الفردية والعاملين في مجال الرعاية الصحية والمؤسسات، وكذلك العيوب في توصيل المعلومات الصحية من خلال وسائل الإعلام.

### فجوة محو الأمية والتواصل
إحدى المشكلات التي يسعى التواصل الصحي إلى معالجتها هي الفجوة التي تشكلت بين محو الأمية الصحية واستخدام التواصل الصحي. في حين أن الهدف هو أن يؤدي التواصل الصحي إلى محو الأمية الصحية، إلا أن المشاكل مثل استخدام المصطلحات الطبية غير المبررة والرسائل سيئة التشكيل وغالبًا الفجوة التعليمية العامة تسببت في حدوث تفاوتٍ. على وجه التحديد، أُجريت دراسات بين السكان المسنين في أمريكا لتوضيح وجود جمهور متضرر بسبب هذه المشكلة. يشكّل كبار السن فئة عمرية تعاني بشكل عام من أكثر الحالات الصحية المزمنة مقارنة بالفئات العمرية الأخرى، ولكن أظهرت الدراسات أنه حتى هذه المجموعة تواجه صعوبة في فهم المواد الصحية المكتوبة وفهم الرعاية والسياسات الصحية وعمومًا لا تفهم المصطلحات الطبية. يمكن أن تؤدي أوجه القصور في التواصل الصحي إلى زيادة الاستشفاء وعدم القدرة على الاستجابة وتدبير المرض أو الحالة الطبية وتدهور الحالة الصحية بشكل عام.
لدى بعض السكان، زادت مواقع الويب ذات الصلة بالصحة (مثل ويب إم دي) والدعم عبر الإنترنت (مثل جمعية موارد السرطان عبر الإنترنت) من الوصول إلى المعلومات الصحية.

### وسائل الإعلام الجماهرية
يستخدم التواصل الإعلامي الجماهري لتعزيز التغيرات المفيدة في السلوك بين أفراد السكان. أحد الانتقادات الرئيسية لاستخدام وسائل الإعلام كوسيلة للتواصل الصحي هو القدرة المؤسفة على الرسائل الخاطئة والمضللة للانتشار بسرعة عبر وسائل الإعلام، قبل أن تتاح لها الفرصة أن تُناقش من قبل المتخصصين. يمكن أن تثير هذه المشكلة حالة من الذعر غير المبرر بين أولئك الذين يتلقون الرسائل وتكون مشكلة مع استمرار التكنولوجيا في التقدم. يمكن ملاحظة ذلك بمثال عن عدم الثقة المستمرة في اللقاحات بسبب نشر العديد من الرسائل التي تربط بشكل خاطئ بين لقاح الحصبة والنكاف والحصبة الألمانية (إم إم آر) مع تطور التوحد وبدايته. تسببت السرعة التي انتشرت بها هذه الرسالة بسبب تقنيات وسائل التواصل الاجتماعي الجديدة في عدم ثقة العديد من الآباء في تلقيح أبنائهم، من ثم التخلي عن تلقي أطفالهم للقاح. على الرغم من أن هذا الذعر مبني على معلومات كاذبة، ما يزال الكثيرون يحملون شكوكًا طويلة حول اللقاحات ويرفضونها، ما تسبب في مشكلة صحية عامة.

## روابط خارجية
1. American Public Health Association Health Communication Working Group
2. The Annenberg Public Policy Center, Health Communication نسخة محفوظة 13 سبتمبر 2017 على موقع واي باك مشين.
3. Applied Research on Communication in Health Group, University of Otago, Wellington
4. Center for Communication and Health, Northwestern University
5. Center for Excellence in Health Communication to Underserved Populations, The University of Kansas William Allen White School of Journalism and Mass Communications نسخة محفوظة 6 سبتمبر 2015 على موقع واي باك مشين.
6. Center for Health Communication, Moody College of Communication, The University of Texas at Austin نسخة محفوظة 6 سبتمبر 2015 على موقع واي باك مشين.
7. Center for Health Communication, Harvard T.H. Chan School of Public Health
8. Center for Health Communication Intervention
9. Center for Health Communications Research, University of Michigan
10. Center for Health Literacy, MAXIMUS نسخة محفوظة 7 أبريل 2019 على موقع واي باك مشين.
11. The Center for Health & Risk Communication, George Mason University نسخة محفوظة 3 سبتمبر 2011 على موقع واي باك مشين.
12. Center for Health and Risk Communication, University of Maryland
13. Center for Public Health Readiness and Communication, Drexel University School of Public Health
14. Coalition for Healthcare Communication
15. Ebola Communication Network
16. FHI 360 Center for Global Health Communication and Marketing
17. Centre for Health Communication and Participation, La Trobe University
18. Gateway to Health Communication & Social Marketing Practice, Centers for Disease Control and Prevention
19. Health Communication Partnership
20. Health Communication Research Centre, Cardiff School of English, Communication & Philosophy
21. Health and Science Communications Association
22. Health Communication Research Center, The Missouri School of Journalism
23. International Communication Association, Health Communication Section
24. Institute for Healthcare Communication نسخة محفوظة 7 أبريل 2019 على موقع واي باك مشين.
25. International Communication Association
26. Lerner Center for Public Health Promotion, Columbia University Mailman School of Public Health
27. Office of Disease Prevention and Health Promotion Health Communication Activities
28. University of Georgia Center for Health and Risk Communications
29. Graduate Program in Health Communication, Tufts University School of Medicine
30. Health Communication
31. Journal of Health Communication